# Berberis kleinii
Berberis kleinii là một loài thực vật có hoa trong họ Hoàng mộc. Loài này được Mattos mô tả khoa học đầu tiên năm 1967.